# Kastenreuth (Roßtal)
Kastenreuth (fränkisch: „Kasdnraid“) ist ein Gemeindeteil des Marktes Roßtal im Landkreis Fürth (Mittelfranken, Bayern). Kastenreuth liegt in der Gemarkung Weitersdorf.

## Geographie
Beim Weiler entspringt der Grundbach, ein linker Zufluss der Rednitz. Der Ort ist unmittelbar von Acker- und Grünland mit vereinzeltem Baumbestand umgeben. Im Norden heißt die Flur Weitig, im Nordwesten Im Stumpf und im Südosten Tränkäcker. 0,75 km nordöstlich liegt das Weismannsdorfer Holz, 0,5 km östlich das Waldgebiet Im Loch.
Eine Gemeindeverbindungsstraße verläuft zur Staatsstraße 2409 bei Roßtal (0,8 km westlich) bzw. nach Großweismannsdorf (1,4 km südöstlich), eine weitere verläuft nach Weitersdorf zur Kreisstraße FÜ 22 (1,8 km nördlich).

## Geschichte
Der Ort wurde 1379 als „Grewt“ erstmals urkundlich erwähnt, als der Nürnberger Burggraf Friedrich V. das Amt Roßtal, wozu auch dieser Ort zählte, an Ulrich Haller verkaufte. Um 1430 wurde der Ort „Grosrewtt“ genannt, ab 1532 „Castnersreuth“. Das Grundwort -reuth verweist darauf, dass der Ort eine Rodungssiedlung war. Das Bestimmungswort Groß- diente zur Unterscheidung von dem jüngeren und wahrscheinlich auch kleineren Oedenreuth. Das neuerliche Bestimmungswort Castner- leitet sich von Getreidekasten ab, den es im Ort gegeben haben muss.
Gegen Ende des 18. Jahrhunderts gab es in Kastenreuth sechs Anwesen. Das Hochgericht und die Dorf- und Gemeindeherrschaft übte das brandenburg-ansbachische Richteramt Roßtal aus. Grundherren waren das Kastenamt Cadolzburg (zwei Güter, Hirtenhaus) und Nürnberger Eigenherren: von Ebner (ein Halbhof), von Peller (ein Halbhof, ein Gütlein). 1799 gab es im Ort weiterhin sechs Anwesen mit den gleichen grundherrschaftlichen Verhältnissen.
Von 1797 bis 1808 unterstand der Ort dem Justiz- und Kammeramt Cadolzburg. Im Rahmen des Gemeindeedikts wurde Kastenreuth dem 1808 gebildeten Steuerdistrikt Buchschwabach und der im selben Jahr gegründeten Ruralgemeinde Weitersdorf zugeordnet. Ein Anwesen unterstand in der freiwilligen Gerichtsbarkeit bis 1812 und von 1821 bis 1836 dem Patrimonialgericht Weikershof, zwei Anwesen unterstanden von 1821 bis 1835 dem Patrimonialgericht Schoppershof.
Im Rahmen der Gebietsreform in Bayern wurde Kastenreuth am 1. Mai 1978 nach Roßtal eingemeindet.

## Einwohnerentwicklung
| Jahr      | 001818 | 001840 | 001861 | 001871 | 001885 | 001900 | 001925 | 001950 | 001961 | 001970 | 001987 | 001997 | 002007 | 002018 | 002023 |
| Einwohner | 51     | 58     | †      | 50     | 47     | 40     | 50     | 57     | 33     | 25     | 15     | *22    | *18    | *17    | *20    |
| Häuser    | 10     | 11     |        |        | 10     | 9      | 7      | 7      | 7      |        | 6      |        |        |        |        |
| Quelle    | [ 11 ] | [ 12 ] | [ 13 ] | [ 14 ] | [ 15 ] | [ 16 ] | [ 17 ] | [ 18 ] | [ 19 ] | [ 20 ] | [ 21 ] | [ 1 ]  | [ 1 ]  | [ 1 ]  |        |

## Religion
Der Ort ist seit der Reformation evangelisch-lutherisch geprägt und bis heute nach St. Laurentius (Roßtal) gepfarrt. Die Einwohner römisch-katholischer Konfession sind nach Christkönig (Roßtal) gepfarrt.